# Pterolophia granulata
Pterolophia granulata är en skalbaggsart som först beskrevs av Victor Ivanovitsch Motschulsky 1866.  Pterolophia granulata ingår i släktet Pterolophia och familjen långhorningar. Inga underarter finns listade i Catalogue of Life.